# Mistrzostwa Polski w Skokach Narciarskich 1970
45. Mistrzostwa Polski w Skokach Narciarskich – zawody o mistrzostwo Polski w skokach narciarskich, które odbyły się w dniach 4 lutego-9 marca 1970 roku na skoczni Malinka w Wiśle i Średniej Krokwi w Zakopanem.
W konkursie indywidualnym na skoczni normalnej zwyciężył Stanisław Gąsienica-Daniel, srebrny medal zdobył Tadeusz Pawlusiak, a brązowy – Adam Krzysztofiak. Na dużym obiekcie najlepszy okazał się Gąsienica Daniel przed Stanisławem Murzyniakiem i Erwinem Fiedorem.

## Wyniki

### Konkurs indywidualny na normalnej skoczni (Zakopane, 04.02.1970)
| Miejsce | Zawodnik                   | Klub                   | Skok 1 | Skok 2 | Punkty |
| ------- | -------------------------- | ---------------------- | ------ | ------ | ------ |
| 1.      | Stanisław Gąsienica-Daniel | Wisła-Gwardia Zakopane | 70,0   | 68,5   | 215,3  |
| 2.      | Tadeusz Pawlusiak          | BBTS Bielsko-Biała     | 68,5   | 67,5   | 209,3  |
| 3.      | Adam Krzysztofiak          | SNPTT Zakopane         | 67,0   | 67,0   | 205,6  |
| 4.      | Józef Przybyła             | LKS Klimczok Bystra    | 65,0   | 67,0   | 203,4  |
| 5.      | Jan Bieniek                | WKS Zakopane           | 65,5   | 67,0   | 202,2  |
| 6.      | Stanisław Murzyniak        | WKS Zakopane           | 65,0   | 65,0   | 195,7  |
| 7.      | Andrzej Sztolf             | SNPTT Zakopane         | 64,5   | 60,5   | 189,8  |
| 8.      | Stanisław Kubica           | LKS Klimczok Bystra    | 62,5   | 63,5   | 185,3  |

W konkursie wzięło udział 52 zawodników.

### Konkurs indywidualny na dużej skoczni (Wisła, 09.03.1970)
| Miejsce | Zawodnik                   | Klub                   | Skok 1 | Skok 2 | Punkty |
| ------- | -------------------------- | ---------------------- | ------ | ------ | ------ |
| 1.      | Stanisław Gąsienica-Daniel | Wisła-Gwardia Zakopane | 91,5   | 89,0   | 229,2  |
| 2.      | Stanisław Murzyniak        | WKS Zakopane           | 81,0   | 84,5   | 198,7  |
| 3.      | Erwin Fiedor               | ROW Rybnik             | 79,5   | 84,0   | 196,4  |
| 4.      | Lech Nadarkiewicz          | WKS Zakopane           | 80,0   | 80,5   | 191,7  |
| 5.      | Stefan Hula                | WKS Zakopane           | 81,0   | 76,5   | 186,5  |
| 6.      | Józef Kocyan               | LKS Wisła Istebna      | 80,5   | 78,0   | 184,4  |
| 7.      | Piotr Kruczek              | BBTS Bielsko-Biała     | 77,0   | 79,5   | 183,6  |
| 8.      | Kazimierz Długopolski      | Start Zakopane         | 75,0   | 83,5   | 182,9  |

W konkursie wzięło udział 36 zawodników.